# 南谯工业园区
南谯工业园区是中华人民共和国安徽省滁州市南谯区的一个类似乡级单位。

## 行政区划
下辖以下地区：
乌衣工业园社区、城南工业园社区和腰铺工业园社区。